# 假柳叶菜
假柳叶菜（学名：Ludwigia epilobioides）为柳叶菜科丁香蓼属的植物。分布于日本、越南、朝鲜、台湾岛、俄罗斯远东地区以及中国大陆的海南、江西、贵州、广西、山东、辽宁、云南、湖北、河南、安徽、陕西、四川、广东、湖南、浙江、吉林、黑龙江、福建、内蒙古等地，生长于海拔800米至1,600米的地区，一般生于湖中、稻田中、塘中和溪边等湿润处，目前尚未由人工引种栽培。

## 异名
- Ludwigia epilobioides Maxim. ssp. greatrexii (Hara) Raven